# シャンニー民族軍
シャンニー民族軍（シャンニーみんぞくぐん、ビルマ語: ရှမ်းနီ အမျိုးသားများ တပ်မတော်、英語: Shanni Nationalities Army、略称：SNA）はミャンマーのザガイン地方域北部とカチン州で活動する武装組織である。組織としての結成は1989年だが、武装したのは2016年1月であり、その際にカチン独立軍（KIA）から追放されたシャンニー族の元兵士の助力を受けた。 同組織の5つの目的は、州の獲得、麻薬との闘い、連邦制の樹立、シャン諸民族の連帯の構築、生態学的均衡の保全である。

## 背景
シャンニー族（自称はタイ・レン、赤シャンを意味する）はシャン族に系統が近い、人口およそ30万の民族であり、ザガイン地方域北部とカチン州に居住する。
民族アイデンティティの抑圧に悩まされており、同組織の構成員の多くはパンロン協定により居住地がカチン族の州に統合されたことに理由を求める。 一部の構成員は同地域のシャン諸国家の歴史をカムティ・ロンやモンヤンといった中世の国家にまで遡って認識している。同組織が求めるシャンニー族の州の領域がカチン州と重なることや、カチン独立軍がシャンニー族を抑圧しているという認識は、両組織間の対立を生んだ一方、新たな州の要求はミャンマー軍の反発を招いた。
こうしたシャンニー族の不満は武装蜂起へと向かった。1977年、シャンニー族の若者であるサイカムロイとコー・アウントゥンが率いる青年グループは、シャンニー民族の軍の結成に向け、軍事訓練や武器調達の支援を求めた。当初、シャンニー族の若者たちはシャン州進歩党（SSPP/SSA）に接近したが、その後、ビルマ共産党（CPB）と連携し、同党の北部軍管区の傘下でシャンニー民族軍「7710部隊」として組織された。7710部隊は1977年10月に結成されたため、このような部隊番号が付与された。しかし、CPB傘下の7710部隊ではミャンマー軍を攻撃するだけで民族運動を優先できず、またカチン独立軍（KIA）を攻撃出来なかったため、方針の相違から最終的に解散した。

## 歴史

### 成立-2016年まで
シャンニー民族軍は同組織によれば1989年7月に設立されたとされている。また、幹部はInternational Crisis Groupのインタビューに対して、1989年6月21日にシャン州の州都タウンジーで結成されたと回答している。
2009年にインド・ミャンマー国境のNwe Imphaに本部を設置したとされているが、カチン州やザガイン地方域に拠点を移したのは2012年ごろであると幹部は回答している。SNAは新しい武装組織が和平プロセスに参入することを許さないとする政府のポリシーを回避するために1989年から活動していると主張しているのではないかとInternational Crisis Groupは示唆している。

### 2016-2020年
SNAの結成は2016年1月に公表された。設立理由はシャンニー族の国内の政治的対話における立場を向上と自地域の保護であった。 SNAが武装したのは全国停戦合意の発効後であり、 構成員の参加理由は武装組織を持つことにより自民族が停戦協定の議論において自民族の要求を通しやすくすることであった。 SNAとシャンニー族活動家は2016年に国民民主連盟に全国停戦合意への参加を認めるよう要望したが、政府の新たな武装組織を認めない政策のため許されなかった。
2019年までには、カチン州とザガイン地方域の複数地域に基地を保有していた。2020年4月中旬にはSNAとミャンマー軍の間で緊張が高まったが、ミャンマー軍のホマリン郡区での影響力の強化に伴い鎮静化した。2020年7月には5人のカチン独立軍(KIA)兵士によりシャンニー族の少年二人が捕虜に取られた後殺害された。KIAは同団体からの圧力を受け正式に謝罪し、関与した兵士を処罰した。

### ミャンマー内戦(2021-現在)
2021年のクーデター後にミャンマー各地で民族紛争が再燃する中、シャンニー民族軍(SNA)の指導層の一部はミャンマー軍との良好な関係の維持を優先した。シャンニー族の諸共同体は軍と協力し、カチン独立軍(KIA)に対抗した歴史を有していた。 2021年5月26日には副指導者のサオ・クン・チョーがミャンマー軍に暗殺された。
しかし、KIAとの対立が深まる中、SNAは2022年までには軍事政権と事実上の同盟を組んだ。同月9月、KIAを国民防衛隊(PDF)を設立、訓練し国民統一政府(NUG)の同意を得て「シャンニー族に対するジェノサイド計画を加速している」と非難した。ある現地民は、SNAは初期にはPDFを支援していたが、多くのシャンニー族のPDF隊員は資金、装備面での支援を行ったKIAの指揮下に入ったと述べた上で、SNAが主張する領域におけるKIAの活動の増加がSNAの立場を変えたのではないかと推測した。
2022年8月には、 ミャンマー軍と共同でパカン地域のある村の数百件の住宅に放火し、KIAを同地から撤退させた。同年9月には、バンマウッ郡区とホマリン郡区にある二つのSNAの基地がKIAとPDFにより砲撃された。
2024年2月には、ホマリン郡区でSNAが民族憎悪を煽り、徴兵を行っていることが報告されている。

## 指導部
SNAの指導部は以下の通りである。
- サオ・タンミン - 議長
- ウー・クンアウン - 副議長
- サオ・タンファー - 書記
- セーサイトゥン准将 - 最高司令官
- サイアウンミン大佐 - 広報

## 経済活動
バンモーッ、ホマリン、ウユ川渓谷地域には金鉱が、またカムティ地域には翡翠鉱山が存在する。ホマリン、モーライ、カムティ、タムーではKIAとSNAの金鉱からの金の徴収を巡る争いが続いている。
また、モーニン郡区インドージーでは2024年6月以降SNAが金の採掘を行っており、それに伴って周辺農地の破壊が進行している。

## 旅団構成
5個旅団（第891旅団、第972旅団、第753旅団、第614旅団、第565旅団）を編成している。第614旅団と第565旅団は近年になって新設された。以下は各旅団の管轄地域である。
- 第891旅団 - カムティ郡区（英語版）、インド国境
- 第972旅団 - ウユ川、パッカラーグウィン、セジン村
- 第753旅団 - ホマリン郡区（英語版）、パウンビン郡区（英語版）、ピンレブ郡区（英語版）、シュエピエ町
- 第614旅団 - ザガイン地方域 インドー郡区（英語版）、バンモーッ郡区（英語版）などチンドウィン川流域で活動
- 第565旅団 - カチン州、モーニン郡区